# Joseph Axters
Joseph Axters (Brugge, 4 november 1900 - 19 oktober 1956) was een Belgische jurist en magistraat.

## Familie
Joseph Axters was een zoon van Henri Axters (1865-1945), ambtenaar van de provincie West-Vlaanderen, zelf een zoon van de edelsmid en handelaar in kachels en andere metalen voorwerpen, Jacobus Axters-Ameye. Een zus van Henri, Esther Axters (1867-1949), was getrouwd met de glazenier Medard Coucke (1868-1940). Een broer, Jozef Axters (1850-1913), was als jonge priester verbonden aan het Klein Seminarie in Roeselare en aan hem droeg Albrecht Rodenbach het gedicht Nu een lied der Vlaamse zonen op. Nadien werd Jozef Axters jezuïet.
Een broer van Joseph Axters was de dominicaan Stephanus Gerard Axters (1901-1977), auteur van de monumentale Geschiedenis van de vroomheid in de Nederlanden.
Joseph Axters trouwde met Magdalena De Cuyper (1899-1993) en ze hadden zes kinderen. Twee van zijn drie zoons stierven jong.

## Levensloop
Axters doorliep de humaniora in het Sint-Lodewijkscollege en voltooide de retorica in 1918. Hij behaalde in 1921 het licentiaat in de handelswetenschappen in Antwerpen en in 1925 het doctoraat in de rechten aan de Katholieke Universiteit Leuven. Hij schreef zich in aan de Brugse balie in 1925 en bleef advocaat tot in 1932.
In 1924 behoorde hij tot de organisatoren, namens het Davidsfonds, van de herdenkingsactiviteiten ter gelegenheid van de vijfentwintigste verjaardag van het overlijden van Guido Gezelle. In 1926 werd hij bestuurslid van de nieuw opgerichte vzw Gezellemuseum, die de inrichting en opening van het Guido Gezellemuseum op zich nam.
In 1932 werd hij benoemd tot rechter in de rechtbank van eerste aanleg in Brugge. In 1941 werd hij waarnemend voorzitter van die rechtbank. Een dergelijke bevordering in oorlogstijd, nadat de zittende voorzitter door de bezetter was geweerd, was niet zonder risico. Axters nam de voorzorg vanwege zijn hiërarchische oversten het schriftelijk bevel te krijgen om deze functie op te nemen. 
Op 17 januari 1944 werd Joseph Axters samen met verschillende prominenten als gijzelaar opgesloten in de Brugse gevangenis op verdenking van anti-Duitse activiteiten. Na een tiental dagen kwamen ze vrij.
Na de Bevrijding mocht hij zijn benoeming tot voorzitter gaan uitleggen. Een onderzoek tegen hem werd zonder gevolg afgesloten. Hij werd nochtans niet in zijn voorzitterschap bevestigd, maar werd begin 1947 wel bevorderd tot raadsheer bij het hof van beroep. Een benoeming bij het Hof van Cassatie lag in het vooruitzicht, maar zijn gezondheidstoestand maakte dit onmogelijk.

## Rechtsverzameling
Op een ruimer juridisch vlak was Joseph Axters de initiatiefnemer en eerste voorzitter van de vereniging die zorgde voor de uitgave van de Algemene Praktische Rechtsverzameling. 
Deze uitgave, die vanaf 1952 gepubliceerd werd en geleid werd door advocaat en professor Jan Ronse, werd in juridische kringen begroet als het kroonstuk op het werk van de vernederlandsing van de Belgische rechtspraak.

## Andere activiteiten
In 1925 werd hij voorzitter van de katholieke oud-studentenbond in Brugge. 
In 1927 stond hij als laatste op de lijst van de katholieke partij voor de Brugse gemeenteraadsverkiezingen. Hij werd niet verkozen en hield het bij deze enige politieke activiteit.
Hij was in 1932 medestichter en van 1947 tot aan zijn dood voorzitter van de tennisclub De Witte Beer.
Hij was ook
- bestuurder van het Wit-Gele Kruis
- lid van de bestuurscommissie van de Brugse stadsbibliotheek.

In familiekring was hij bekend als auteur van humoristische gelegenheidsgedichten.